# Zitadelle Spandau

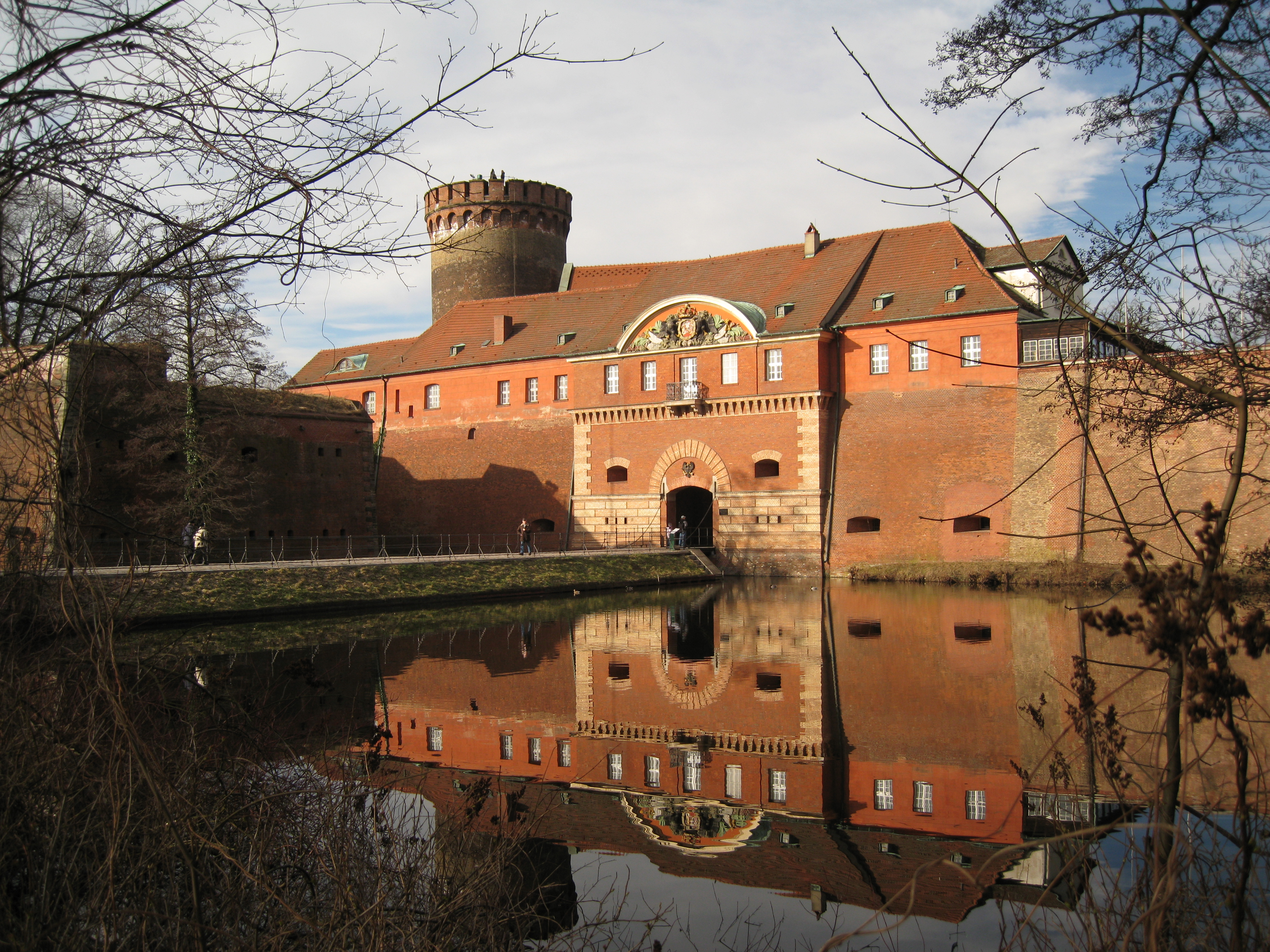
Zitadelle Spandau

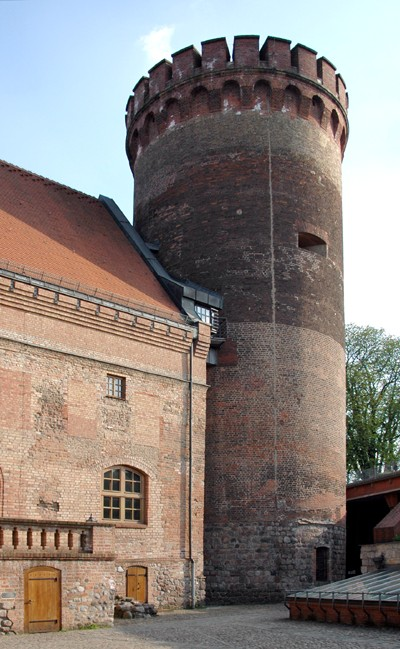
Juliusturm, uppfört på 1200-talet.

Zitadelle Spandau är en renässansfästning  i västra Berlin, Tyskland, belägen i stadsdelen Haselhorst i stadsdelsområdet Spandau.  Fästningen var ursprungligen en medeltida borg omkring vilken staden Spandau växte upp, och kärntornet Juliusturm som byggdes under första halvan av 1200-talet är en av de få bevarade byggnader i Berlin som är äldre än själva staden Berlin.
Citadellet är idag museum och inrymmer även stadsdelen Spandaus stadsmuseum.

## Historia
Den äldsta befästningen i Spandau uppfördes under slavisk tid och fanns söder om Spandaus centrum. Denna ersattes efter den tyska kolonisationen under Albrekt Björnens regering med en ny borg längre norrut, som bildar den medeltida kärnan i det nuvarande citadellet. Borgen byggdes efterhand ut och befästes ytterligare. Citadellets kärntorn, Juliusturm, uppfördes under första halvan av 1200-talet och är en av de äldsta byggnaderna i dagens Berlin. Tornet har blivit en symbol för Spandau. 
Renässansfästningen med större delen av de nuvarande befästningsanläggningarna byggdes 1559-1594 på order av kurfursten Joakim II av Brandenburg, under ledning av den italienske byggmästaren greve Rocco Guerrini av Linari (på tyska känd som Rochus zu Lynar). Citadellet var en av de viktigaste befästningarna omkring Berlin, då det låg strategiskt vid sammanflödet av floderna Spree och Havel samt behärskade övergången av floden Havel väster om Berlin.  Det ockuperades av franska trupper 1806-1813 under Napoleonkrigen.
Efter Tysk-franska kriget 1870-1871 förvarades den så kallade rikskrigskassan, som utgjorde en del av det franska krigsskadeståndet, i ett för ändamålet byggt kassavalv i Juliustornet.  Skatten utgjordes av 120 miljoner guldmark i guldmynt, till ett ungefärligt värde av 1,3 miljarder euro i dagens penningvärde.  Kassan återlämnades till Frankrike som en del av bestämmelserna i Versaillesfreden 1919.
I citadellet låg under Nazityskland en militär forskningsanstalt, där forskning kring nervgasen Tabun bedrevs.    Under slutstriderna omkring Berlin 1945 var citadellet en av de sista försvarspunkterna att kapitulera för Röda armén, men kapitulerade slutligen utan strid.  På grund av den tidigare gastillverkningen pågår idag en omfattande marksanering på citadellets område.

## Museer

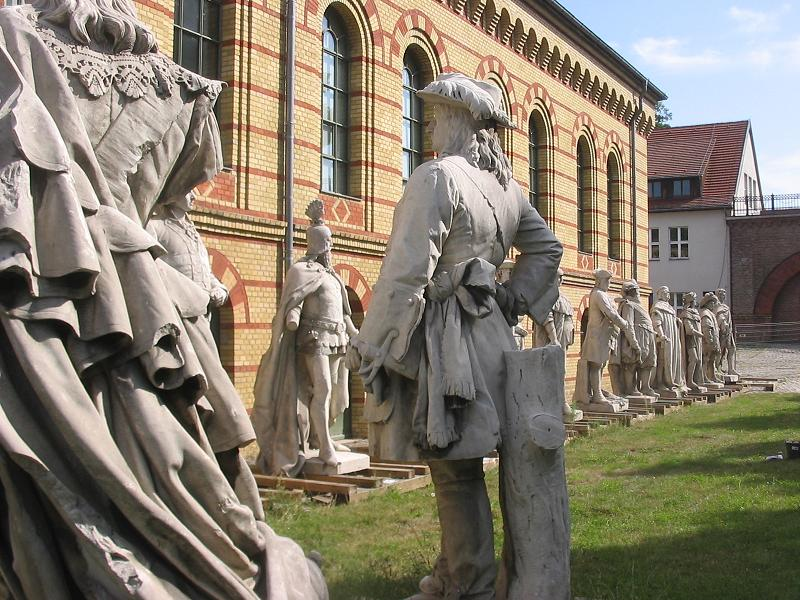
Statyerna från Siegesallee.

Citadellet har ett museum som beskriver fästningens historia, och inrymmer sedan 1992 även Spandaus stadsmuseum.  På innergården förvaras en samling statyer från 1800-talet som föreställer Brandenburgs historiska regenter.  Samlingen härstammar från Siegesallee i Tiergarten och är under restaurering.

## I film
Citadellet har flera gånger använts som kuliss för filminspelningar, bland annat för Jeff Kanews Pang! Pang! Du är död! (Originaltitel: Gotcha!, 1985) och flera tyska kriminalfilmer.  Filmen Jag var 19 år (Ich war neunzehn, 1968), i regi av Konrad Wolf, utspelas i citadellet under striderna kring Berlin 1945 men är inspelad i DDR.